# Leucemia mielomonocitica giovanile
La leucemia mielomonocitica giovanile è una rara forma di leucemia mieloide cronica che colpisce i bambini dagli 1 ai 9 anni. È definita leucemia sub-acuta poiché il suo decorso è indolente e stabile nel tempo pur mantenendo l'aggressività delle leucemie acute. È la forma più comune di leucemia cronica dell'età evolutiva.

## Storia

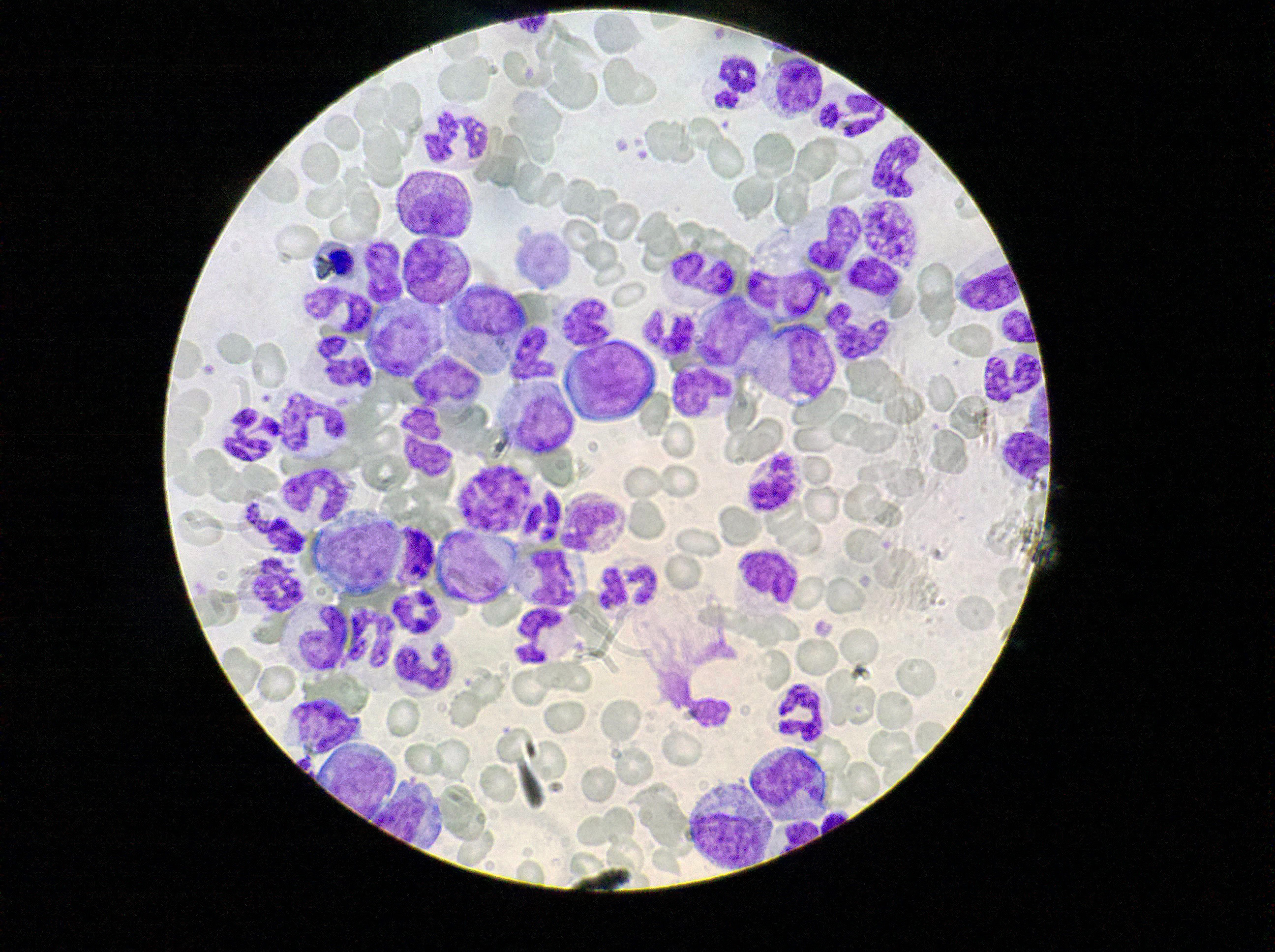
Blasti granulociti (in blu) nel decorso della leucemia mieloide cronica, si riscontra una minore granulocitosi a livello ematopoietico rispetto a quella tipica delle leucemie acute.

La storia della leucemia mielomonocitica giovanile è strettamente legata a quella della leucemia mieloide cronica.
I primi casi di leucemia mieloide cronica e LMMG sono stati documentati a partire dal 1840 circa nel centro-nord Europa (Germania, Francia e Scozia), dove in alcuni pazienti si riscontrava un marcato ingrossamento della milza e del fegato, e una malattia che portava all'allettamento in maniera lenta e spesso dolorosa con un'aspettativa di vita previa di trattamenti dai 2 ai 10 anni. A partire dal XX secolo per trattare tutte le LMC furono impiegati coctail a base di arsenici nelle prime fasi del 1900, fino a passare negli anni '60 alla scoperta del cromosoma philadelphia e le mutazioni genetiche ad esso collegate. Dal 1980 in poi furono fatti grandi passi per trattare le LMC, si impiegò l'interferone-alfa fino a procedere verso le più avanzate tecniche chemioterapiche ed immunoterapiche. Tuttavia le leucemie mieloidi di tipo cronico e sub-acute rimangono in gran parte anche oggi malattie seppur trattabili eccellentemente, inguaribili. Già a partire dagli anni '70 la LMMG è considerata un'entità differente rispetto alla madre leucemia mieloide cronica, purtroppo però, a differenza della LMC, la LMMG è una malattia spesso molto aggressiva e spesso fatale nonostante i progressi dell'onco-ematologia pediatrica.

## Epidemiologia
La LMMG è un tumore raro dell'età pediatrica, con un'incidenza media di 2 casi ogni 1 000 000 di individui sani, costituisce circa il 4% di tutte le leucemie pediatriche, e meno dell'1% di tutti i tumori maligni pediatrici. Questa forma di leucemia è la forma più comune di leucemia cronica dell'età pediatrica ed interessa esclusivamente i bambini.

## Fisiopatologia e genetica
La LMMG colpisce i monoblasti (precursori della linea mieloide), i monociti che subiscono la mutazione genetica sono colti in un precoce stato di maturazione, perciò queste cellule saranno in grado in parte o per niente di svolgere il loro compito.

## Clinica
La diagnosi della LMMG è spesso complicata e molto tardiva. L'esordio della LMMG è sub-acuto, si manifesta in maniera lenta, spesso solo degli esami del sangue svelano l'esistenza di questa condizione, che a differenza delle leucemie croniche non ha delle crisi blastiche importanti.
Questa malattia è caratterizzata da una ipersensibilità dei progenitori mieloidi verso i macrofagi-granulociti, in oltre il 90% delle diagnosi di leucemia mielomonocitica giovanile, al momento del test citogenetico si evincono una o più mutazioni genetiche.

### Sintomatologia
I sintomi della LMMG sono spesso subdoli e raramente riconducibili ad una leucemia, sono dissoluti e comuni ad altre malattie assai più frequenti e meno gravi.
I sintomi possono essere:
- Stanchezza e letargia
- Anemia emolitica lieve
- Rash cutanei
- Febbre bassa
- Epatomegalia
- Splenomegalia

Meno frequentemente si manifestano:
- Leucocitosi lieve
- Neoformazioni neoplastiche benigne della pelle
- Linfoadenopatia
- Monocitosi
- Piastrinopenia

### Esame obbiettivo
Spesso i bambini affetti da questo tumore riportano alcuni fastidi sfumati come: linfoadenopatia e stanchezza. Una volta eseguita una prima visita i bambini vengono indirizzati nel fare un emocromo completo.

### Emocromo e ecografia dell'addome
L'emocromo completo evidenzierà spesso una leggera anemia, una piastrinopenia, ed una monocitosi raramente spiegata da infiammazioni; inoltre quasi la totalità dei pazienti presenta anche una epato-splenomegalia, che viene accertata attraverso la palpazione della zona e successivamente attraverso una ecografia dei quattro quadranti addominali.

### Agoaspirato midollare ed esame citogenetico
Una volta supposta la diagnosi di leucemia si passa ad un esame invasivo del midollo osseo: l'agoaspirato del midollo rosso, che evidenzierà a livello periferico una conta di granulociti del 20% (almeno) di tutta la conta granulocitica. Attraverso le colorazioni e la presenza di corpi di Auer verrà accertata la diagnosi di leucemia mielomonocitica sub-acuta. L'esame citogenetico, è un esame di importante rilievo dal punto di vista terapeutico, infatti il riconoscimento delle mutazioni genetiche aiuterà gli specialisti nel campo nella creazione di una terapia sempre più personalizzata che si accosta di più agli schemi nazionali ed internazionali

### Diagnosi differenziali
Data la rarità della condizione e delle difficoltà diagnostica, frequentemente si può confondere una LMMG con:
- Leucemia mielomonocitica cronica
- Leucemia mieloide acuta
- Leucemia a scarsa differenziazione
- Linfomi non Hodgkin
- Tumori primari o secondari della milza